# Grafling
Grafling è un comune tedesco di 2 776 abitanti, situato nel land della Baviera.

## Amministrazione

### Gemellaggi
- Pelplin, dal 17 novembre 2000